# Overasselt
Overasselt is een plaats in de Nederlandse gemeente Heumen, provincie Gelderland. Het is gelegen aan de Maas. Ten westen van de plaats ligt het dorp Nederasselt, ten oosten ligt Heumen en ten noorden de stad Nijmegen. 

## Geschiedenis
Bij de Hervormde kerk zijn bewoningssporen uit de Romeinse tijd aangetroffen. Deze locatie is ook de oorspronkelijke middeleeuwse woonkern van waaruit het dorp is ontstaan. De omliggende gronden werden ontgonnen en rond 1250 was het gebied rondom het dorp geheel verkaveld. In de 12e eeuw waren er tevens gehuchten ontstaan als Schoonenburg.
In 1130 was er in Overasselt een priorij van de abdij Keizersweerd. Deze priorij werd overgenomen door het klooster Saint-Valéry-sur-Somme, dat samen met het klooster Grafenthal de belangrijkste grondbezitter in Overasselt was. In de 15e eeuw werd de Sint-Walrickkapel bij de priorij gebouwd.
Overasselt werd in de 13e eeuw een kerspel. Van de middeleeuwse parochiekerk is alleen het koor overgebleven.
In de 17e eeuw raakten de twee kloosters hun invloed kwijt en ze verkochten hun bezittingen aan lokale landjonkers. Een groot deel van de grond kwam zo in bezit van Meghtelt van Randwijck, die was getrouwd met Johan van der Moelen. Samen bezaten ze de kastelen Sleeburg, Schoonenburg en Overasselt. Daarnaast waren er in het dorp nog de kastelen Slimsijp en Nagelhorst.
Vanaf de Franse tijd was Overasselt een zelfstandige gemeente, die op 1 mei 1923 vergroot werd door de annexatie van de gemeente Balgoij. Op 1 juli 1980 werd het (zonder Balgoij dat naar de nieuwe gemeente Wijchen ging) bij de gemeente Heumen gevoegd.

## Bezienswaardigheden
- De ruïne van de 13e-eeuwse St. Walrickkapel, een bedevaartsoord, en de bijbehorende koortsboom van St. Walrick, gelegen in de Overasseltse Vennen.
- De voormalige hervormde kerk, gevormd door het voormalige koor, met netgewelven, van een verder parochiekerk.
- De katholieke kerk St. Antonius Abt uit 1891, een gebouw in neo-romanogotische stijl naar een ontwerp van architect Carl Weber. In het oorspronkelijke ontwerp kwamen twee kerktorens voor; vanwege geldgebrek is de tweede toren echter nooit gerealiseerd.
- Er zijn vier monumenten.

1. Aan de straat Hessenberg.
2. Aan de Garstkamp, een huis met nog kloostermoppen. Dit is waarschijnlijk ontstaan in dezelfde tijd als de kapel van St. Walrick.
3. Aan de Kasteelsestraat een boerderij uit 1672.
4. Een boerderijtje uit 1770 aan de Oude Kleefsebaan.

- Korenmolen Zeldenrust, de molen is in 1736 in Geertruidenberg gebouwd, verplaatst naar Raamsdonksveer en in 1890 naar Overasselt. In het najaar van 1972 werd de molen door een zware storm grotendeels verwoest. In 1982 werd de molen op de huidige plek herbouwd.
- Bevrijdingsmonument aan de Schoonenburgseweg (richting Nederasselt). Ter nagedachtenis aan de Amerikaanse parachutisten die hier op 17 september 1944 tijdens Operatie Market Garden geland zijn.
- Buurderij De Lage Hof combineert een agrarisch museum met een gezellig huiskamercafé. Het museum toont ambachten, landbouwwerktuigen en de huisraad van het boerderijleven uit de regio tussen 1850 en 1920. In het voorjaar, rond de oogsttijd en in de kerstperiode organiseert Buurderij De Lage Hof open dagen waarbij het museum historische ambachten demonstreert en ambachtelijke producten verkoopt.
- Ten noordoosten van Overasselt ligt een Donderberg.

## Evenementen
- Van 15 juli tot en met 19 juli 1933 werd de Overasseltse Vliegweek georganiseerd. De vliegtuigen stegen op vanaf Vliegveld Keent.
- De vierdaagse komt traditioneel tijdens de dag van Cuijk door Overasselt.
- Op 31 oktober organiseert de KidsClub Overasselt jaarlijks een Halloween-tocht voor kinderen door het dorp.
- De Overasseltse Kwis wordt jaarlijks georganiseerd op de laatste zaterdag voor het weekend van Kerst.

## Fotogalerij

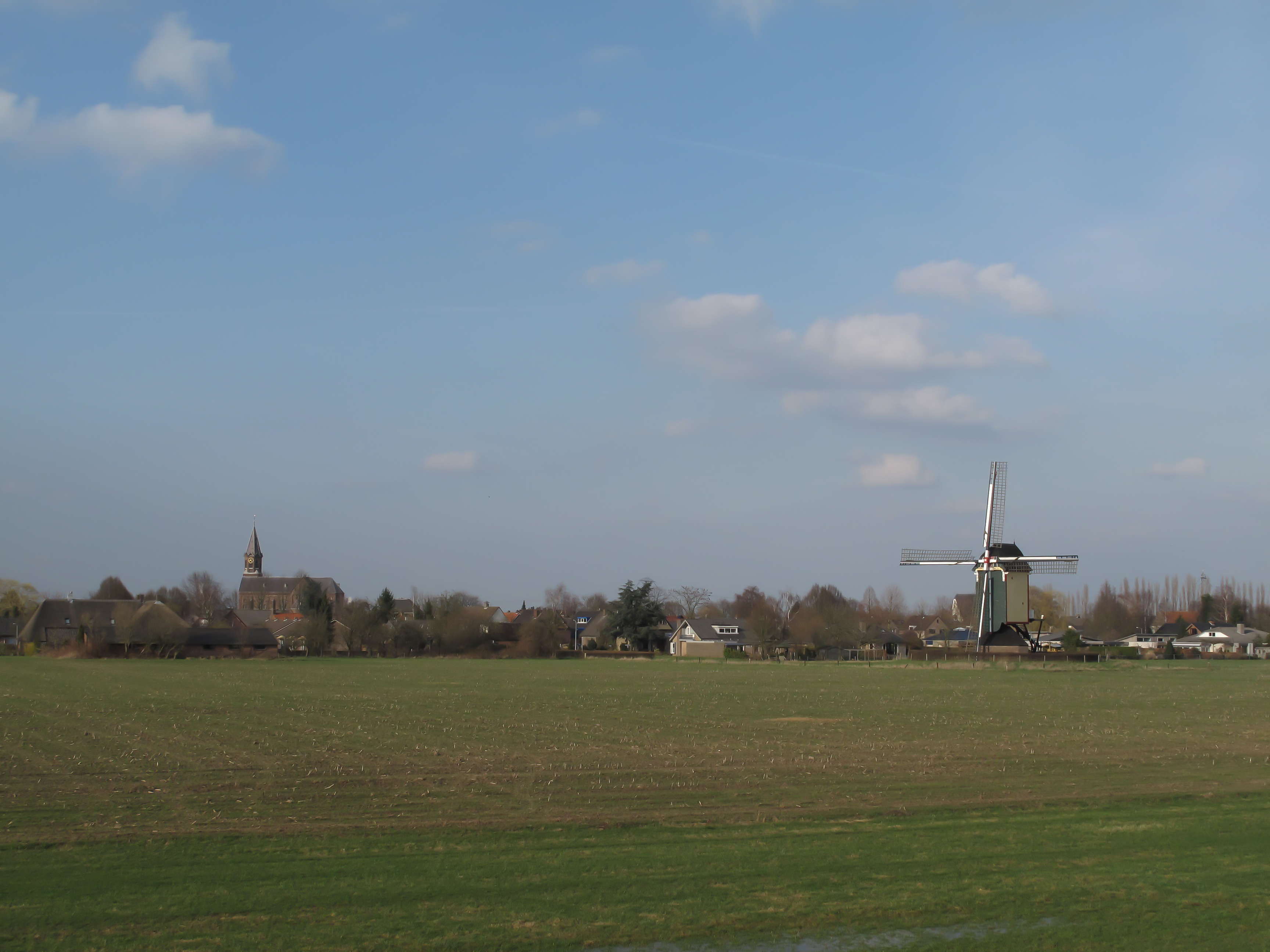
Overasselt, dorpsgezicht
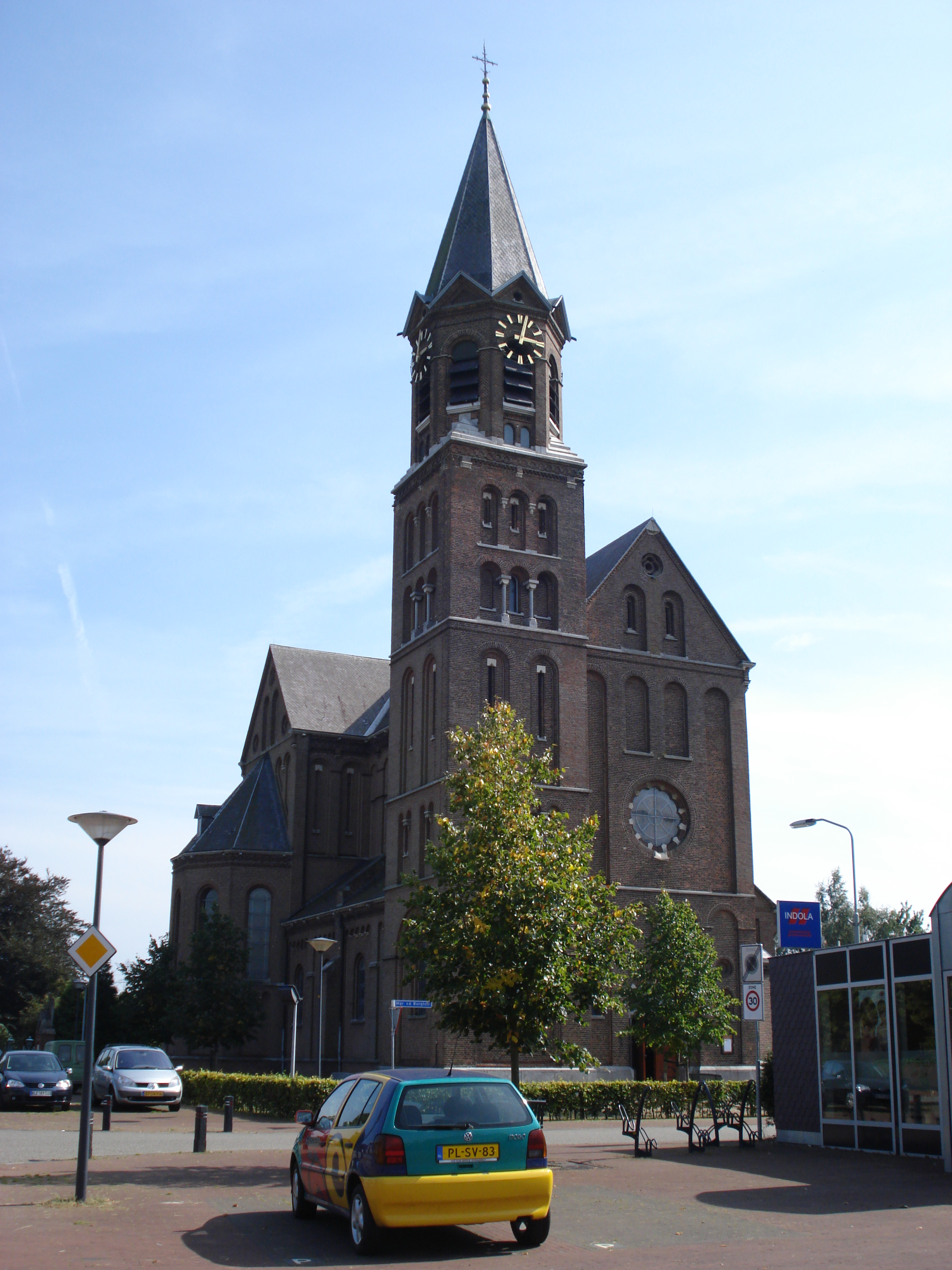
St.Antoniuskerk, vooraanzicht
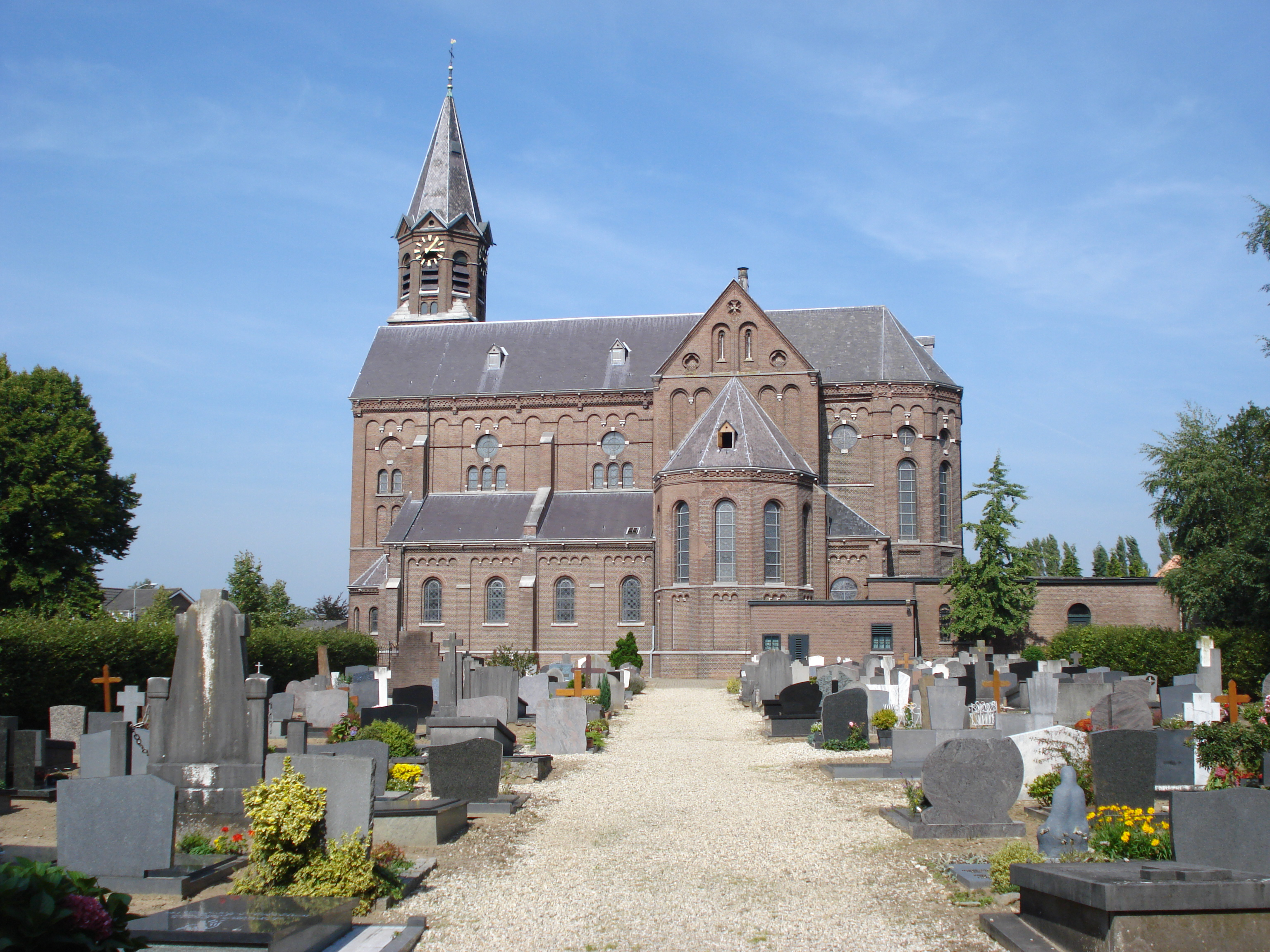
St.Antoniuskerk, zijaanzicht met kerkhof
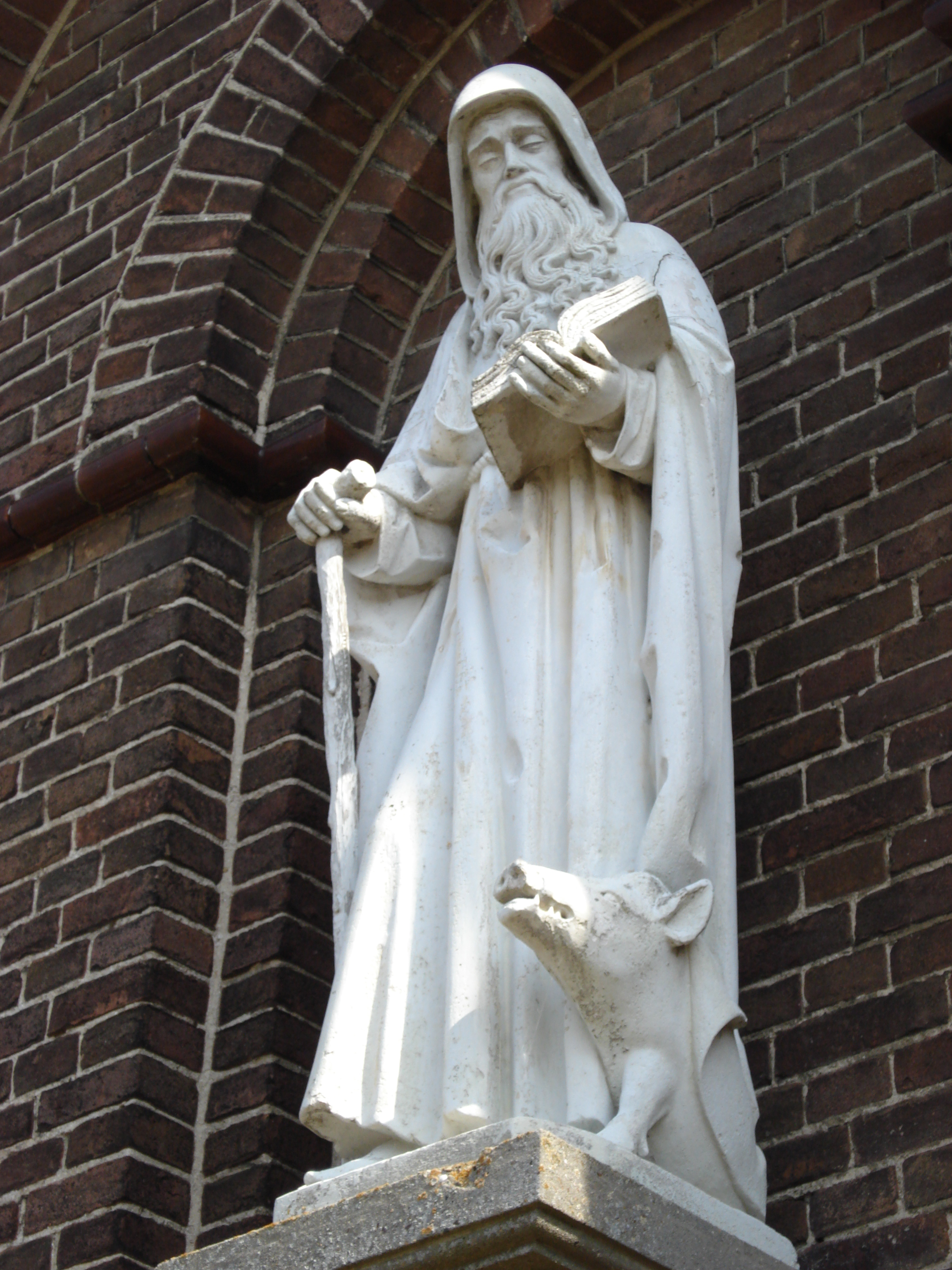
Beeld van St.Antonius op de buitenmuur van de kerk
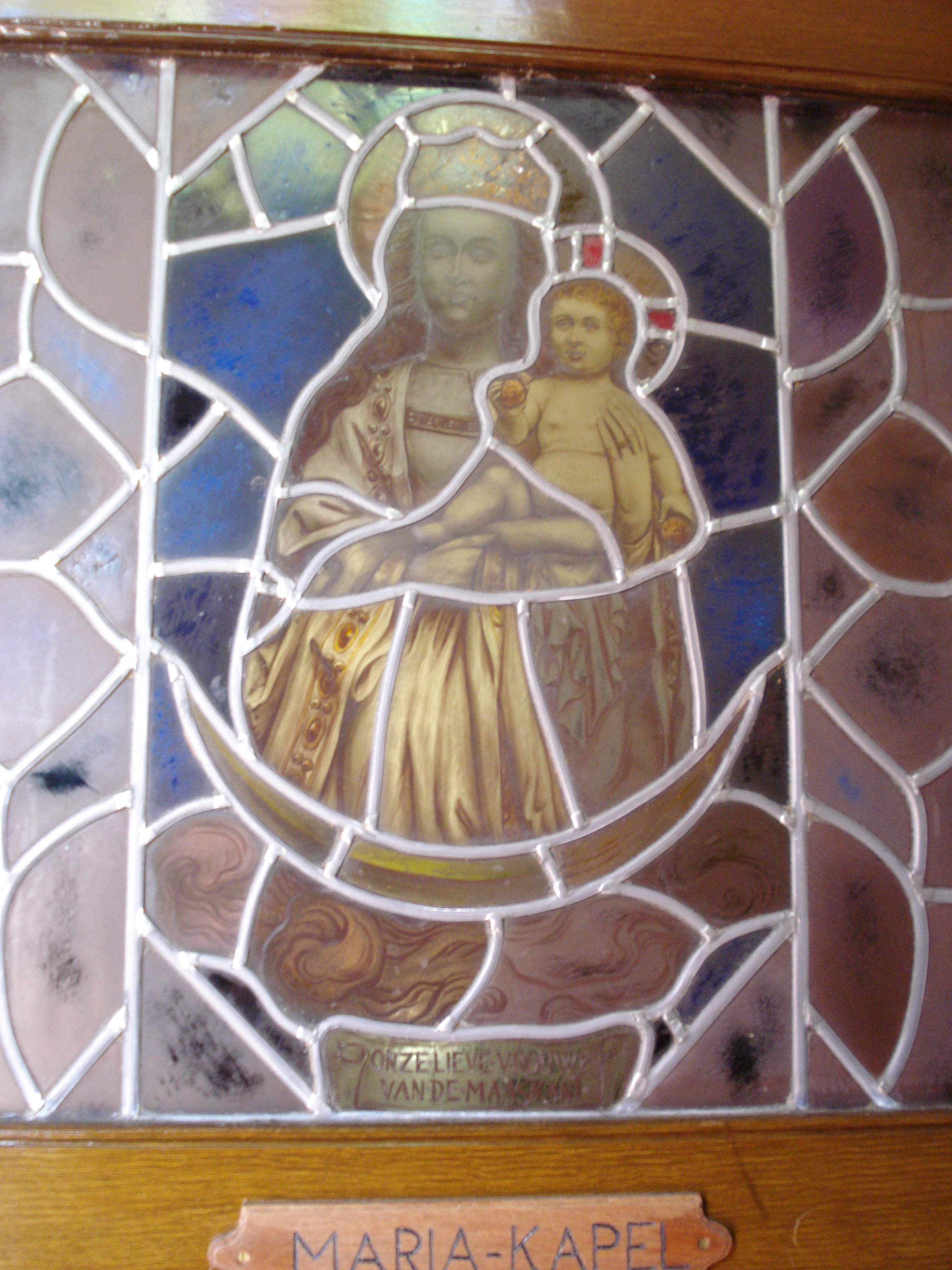
Glas-in-lood van de deur kapel O.L.V. van de Maaskant
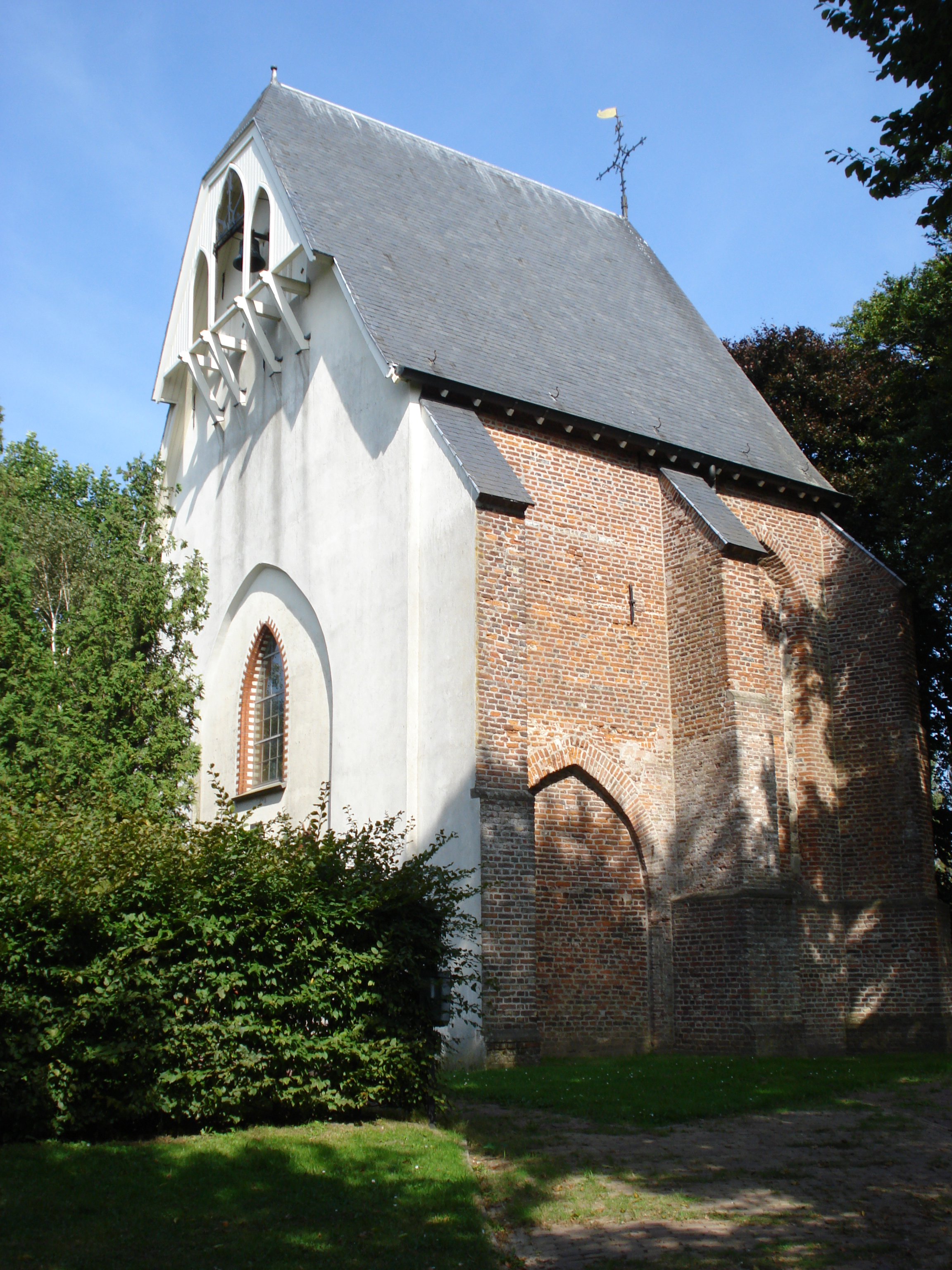
voormalige Nederlands Hervormde kerk (tot 1971 in gebruik geweest): het koor van de middeleeuwse Antoniuskerk.
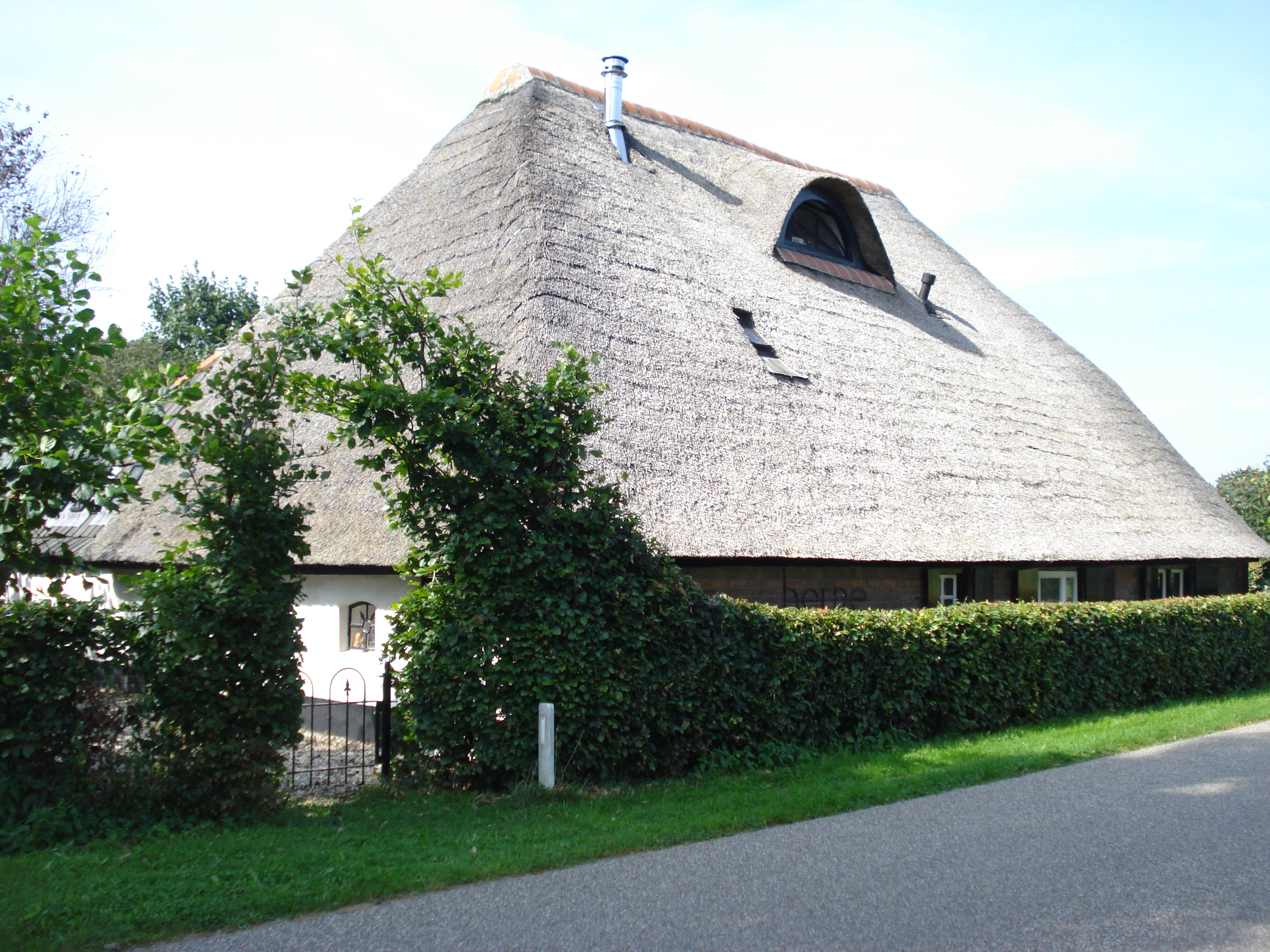
Berne Hofske, de naam Berne zou gerelateerd kunnen zijn aan de 11e-eeuwse abdij van Berne, die naar Berne-Heeswijk is verhuisd.
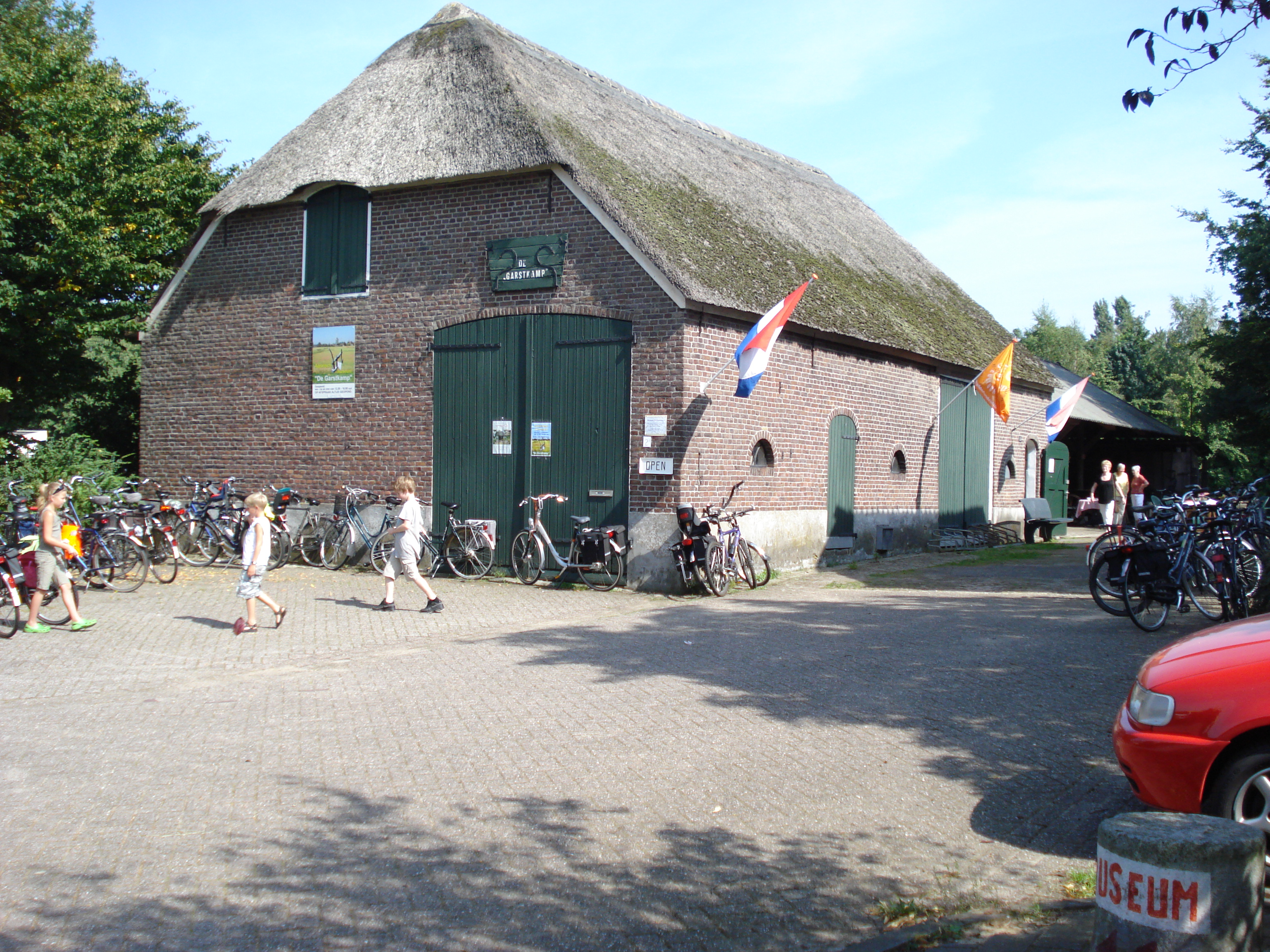
Museumboerderij
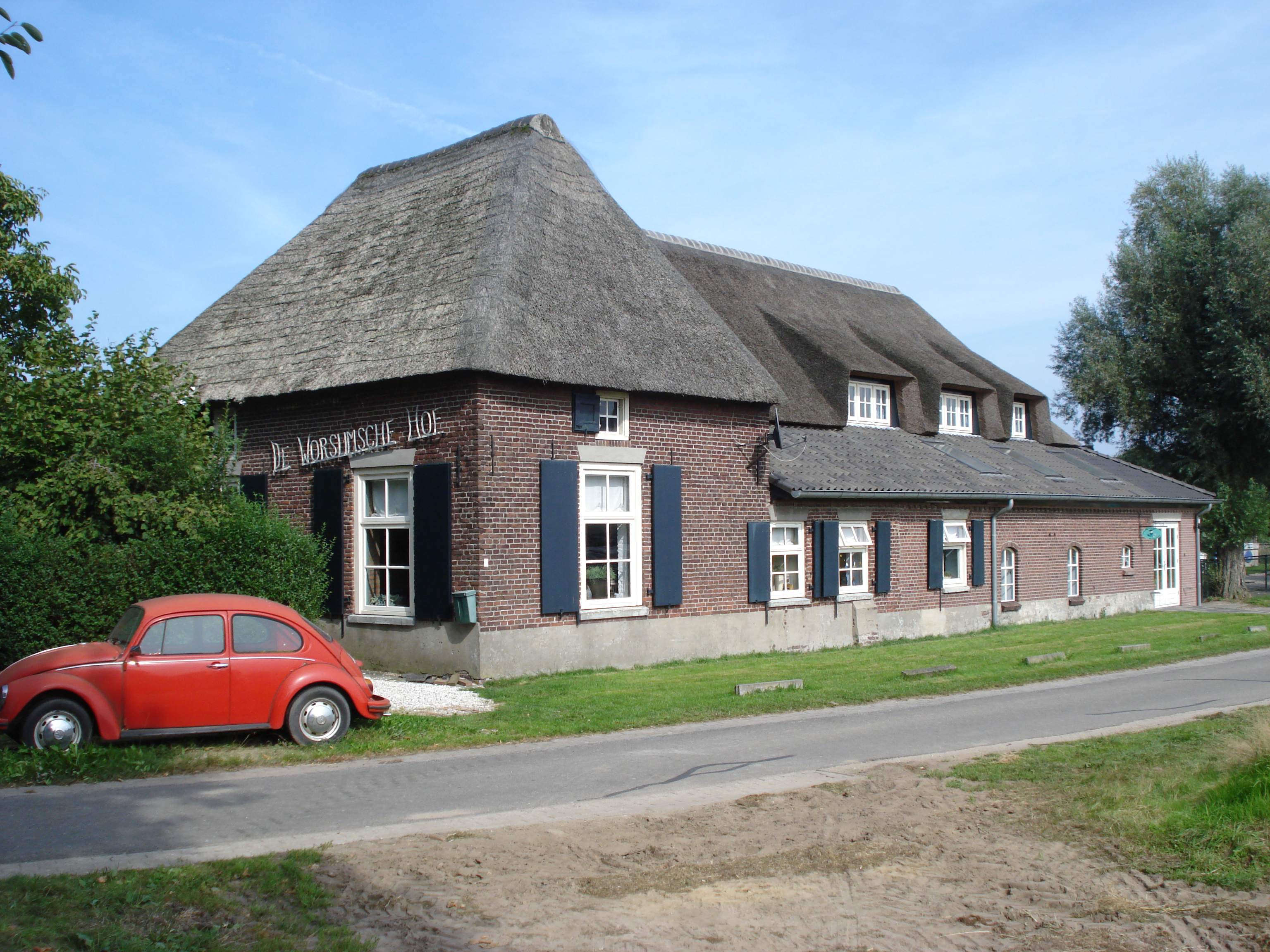
Traditionele boerderij met rieten dak
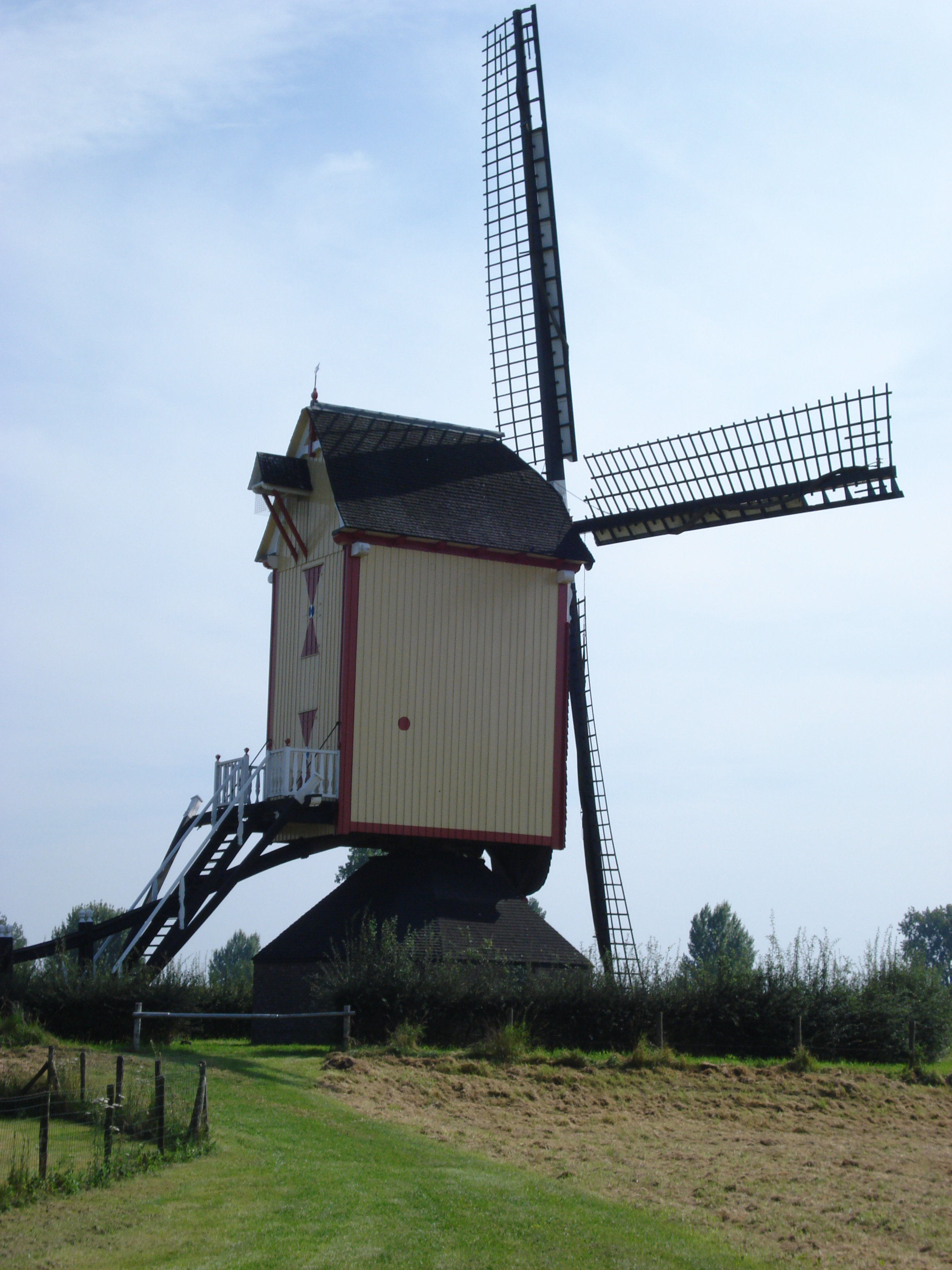
Windmolen Zeldenrust
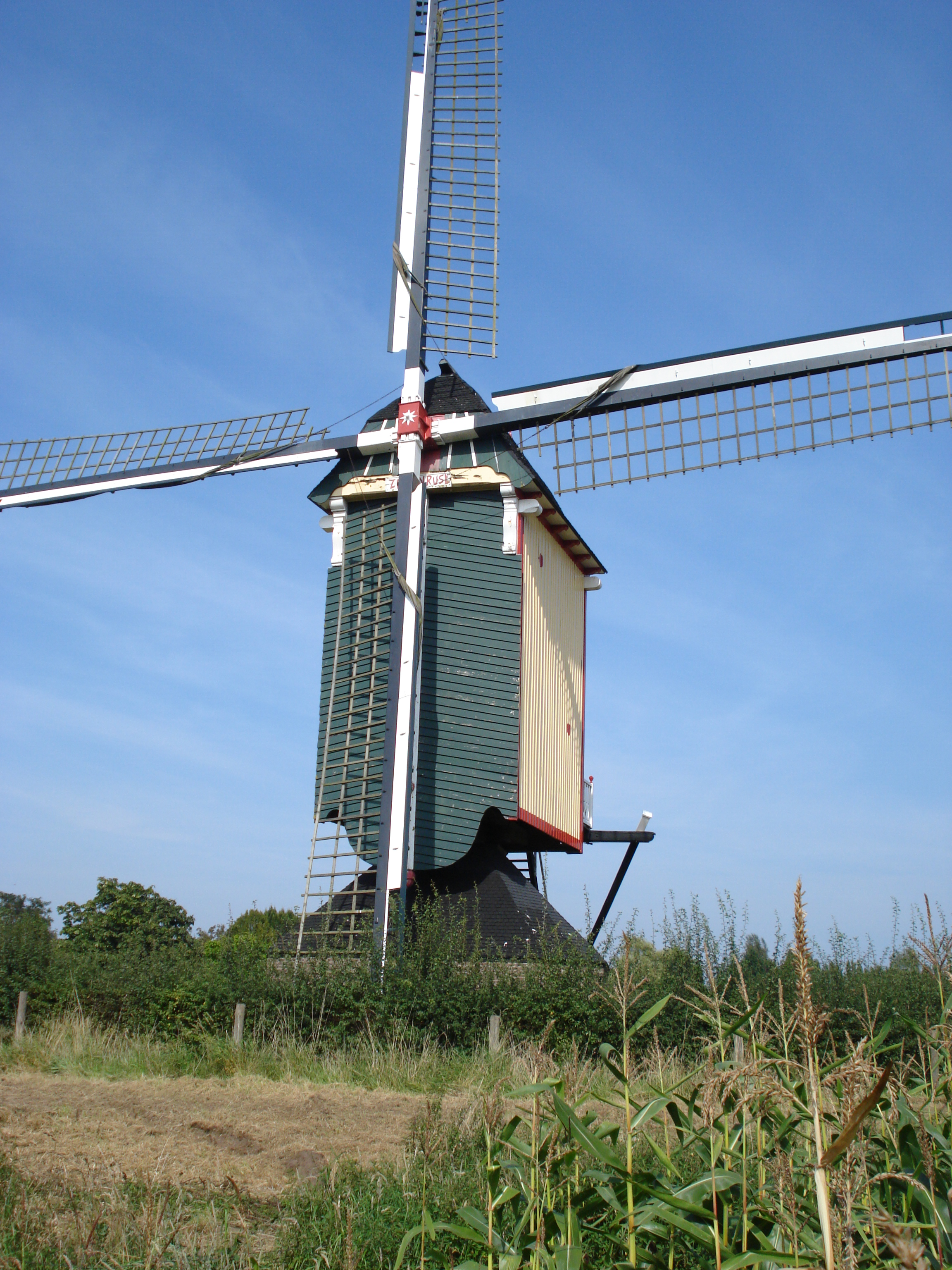
Windmolen Zeldenrust
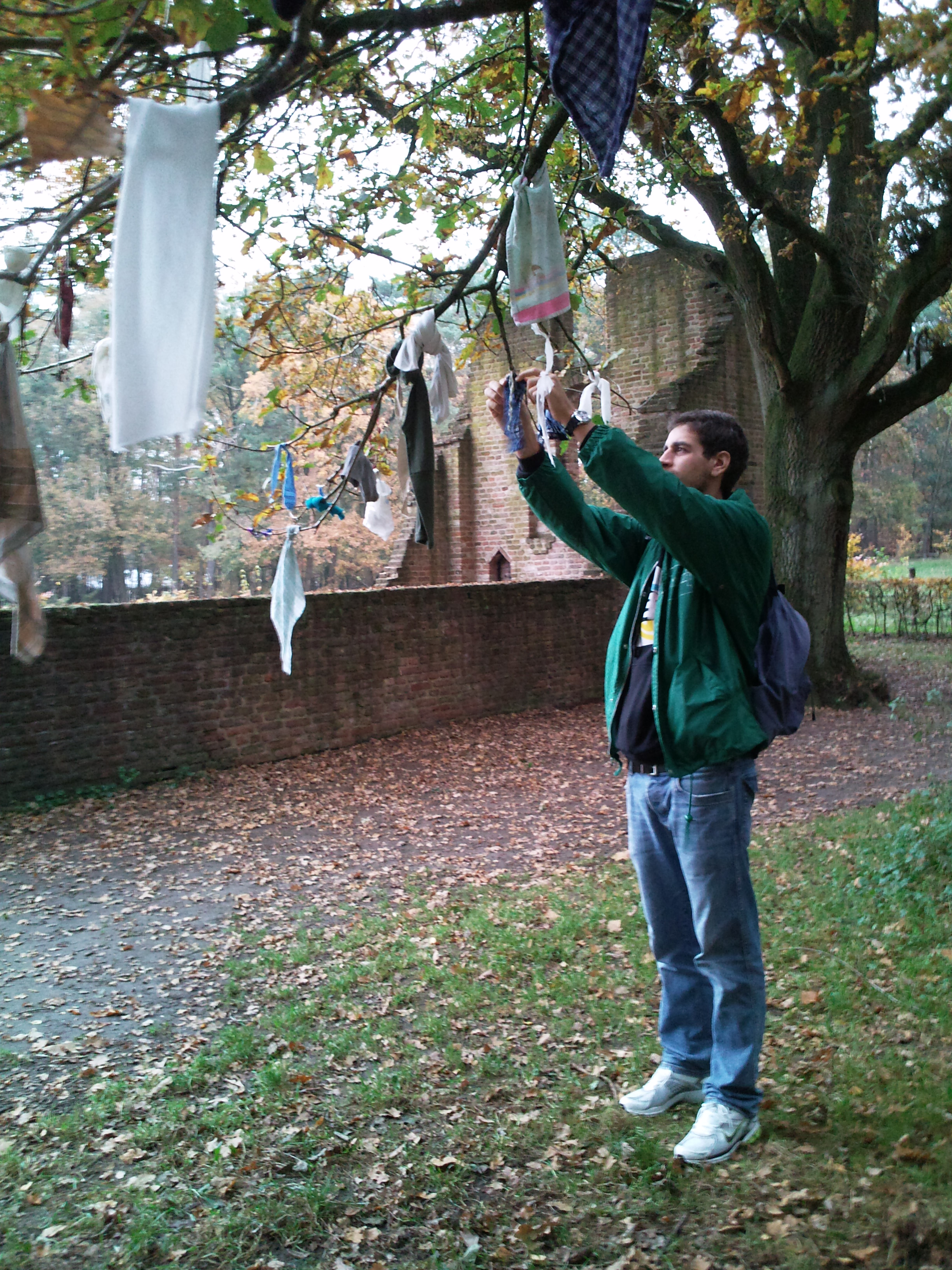
Koortsboom

## Sport
- Voetbal: Overasseltse Boys.
- Vrouwenkorfbal: ONA.
- Tennis: Lawn Tennis Vereniging Overasselt (LTVO).
- Ponyclub St. Walrick.

## Bekende personen

### Geboren
- Aafke Romeijn (1986), singer-songwriter en journaliste

### Woonachtig
- Alexander Kops, politicus[2]

### Overleden
- Karel Reijnders, letterkundige (†1997)